# Temps surcomposé
En français, un temps surcomposé est un temps qui associe l'auxiliaire à un temps composé au lieu d'un temps simple.
Ainsi, il a eu fini est une forme du passé surcomposé du verbe finir : on retrouve deux fois l'auxiliaire avoir, d'abord au présent (a) puis sous la forme d'un participe passé (eu).
À la voix passive, un temps surcomposé emploie trois auxiliaires successifs (deux fois avoir, une fois être), et trois participes passés :
- Dès que le Président a eu été opéré, il a repris ses responsabilités.

Remarque : l'usage des temps surcomposés pour les verbes se conjuguant avec l'auxiliaire être est plus douteux, voire impossible dans le cas des verbes pronominaux :
- Lorsqu'il a été parti, la fête a repris.
- Lorsqu'il a été descendu, nous lui avons fait signe que tout allait bien (confusion avec la forme passive du verbe descendre employé transitivement pouvant laisser penser que la personne s'est fait descendre, dans le sens « abattre avec une arme à feu »).

## Règle d'accord
Dans tous les cas (en principe), seul le dernier participe passé peut être accordé :
- Quand elle l'a eu vue.

On trouve toutefois quelques rares exemples d'accord de eu(es) chez certains écrivains. Cet accord de eu est fautif puisqu'en prenant l'exemple précédent, l' est complément de vu(e), qui est lui-même en quelque sorte[pas clair] le complément de eu.[réf. souhaitée]

## Sémantique
Les temps surcomposés sont essentiellement utilisés dans les propositions subordonnées circonstancielles de temps, où ils marquent l’antériorité de l'action par rapport à celle de la proposition principale.
Toutefois, l'utilisation d'un temps surcomposé au lieu du temps composé habituel ajoute une nuance aspectuelle d’accompli : elle permet d'insister sur le fait que l'action est bien considérée comme terminée, ou parachevée, ce que ne permettent pas toujours d'exprimer des temps plus courants. 
Il est d'usage dans le Sud de la France de l'utiliser pour apporter une notion relative à la fréquence, le temps surcomposé soulignant alors la rareté de l'action : Je l'ai eu fait, pour dire Je l'ai fait quelquefois.
Remarque : Il est possible de marquer plus fortement encore cet aspect accompli en appliquant le temps surcomposé à un verbe d'accomplissement comme finir, suivi de l'infinitif du verbe principal :
- Lorsqu'il a eu déjeuné, il est sorti
- Lorsqu'il a eu fini de déjeuner, il est sorti.

## Temps concernés
A priori, tous les temps composés sont susceptibles d'avoir un équivalent surcomposé, à l'actif comme au passif, mais dans la pratique, seuls certains sont réellement utilisés :
- Indicatif passé composé → Indicatif passé surcomposé :
  - j'ai envoyé, j'ai été envoyé → j'ai eu envoyé, j'ai eu été envoyé
- Indicatif plus-que-parfait → Indicatif plus-que-parfait surcomposé :
  - j'avais envoyé, j'avais été envoyé → j'avais eu envoyé, j'avais eu été envoyé
- Indicatif passé antérieur → Indicatif passé antérieur surcomposé :
  - j'eus envoyé, j'eus été envoyé → ?? j'eus eu envoyé, ??? j'eus eu été envoyé
- Indicatif futur antérieur → Indicatif futur antérieur surcomposé :
  - j'aurai envoyé, j'aurai été envoyé → j'aurai eu envoyé, ?? j'aurai eu été envoyé
- Conditionnel passé → Conditionnel passé surcomposé :
  - j'aurais envoyé, j'aurais été envoyé → j'aurais eu envoyé, ?? j'aurais eu été envoyé
- Conditionnel passé deuxième forme→ Conditionnel passé surcomposé deuxième forme :
  - j'eusse envoyé, j'eusse été envoyé → j'eusse eu envoyé, ?? j'eusse eu été envoyé
- Subjonctif passé → Subjonctif passé surcomposé :
  - que j'aie envoyé, que j'aie été envoyé → que j'aie eu envoyé, ?? que j'aie eu été envoyé
- Infinitif passé → Infinitif passé surcomposé :
  - avoir envoyé, avoir été envoyé → avoir eu envoyé, ? avoir eu été envoyé
- Participe passé 2e forme → Participe passé surcomposé :
  - ayant envoyé, ayant été envoyé  → ayant eu envoyé, ? ayant eu été envoyé
- Subjonctif plus-que-parfait → Subjonctif plus-que-parfait surcomposé :
  - que j'eusse envoyé, que j'eusse été envoyé → que j'eusse eu envoyé, ??? que j'eusse eu été envoyé
- Impératif passé → Impératif passé surcomposé :
  - aie envoyé, ? aie été envoyé → ?? aie eu envoyé, ??? aie eu été envoyé

## Usage
Les temps surcomposés étaient encore fréquemment employés par les gens de lettres au XVIIIe siècle. Aujourd'hui, il est encore très présent dans le français méridional sous l'influence grammaticale de l'occitan. On les rencontre toutefois dans certaines régions françaises de langue francoprovençale, par exemple dans les parlers stéphanois, lyonnais, en Savoie et en Suisse, dans les régions de langues d'Oc, au Québec (influence du poitevin-saintongeais) et dans l'ouest de la Bretagne (influence du breton).  Les grammaires scolaires, qui les considéraient encore il y a peu comme des usages désuets, régionaux ou approximatifs ou les ignoraient complètement, ont désormais tendance à les mentionner discrètement.
De nos jours, on utilise plutôt d'autres constructions, bien qu'il existe des nuances de sens entre elles :
- dès que j'ai eu écrit la lettre (passé surcomposé), je l'ai envoyée ;
- après avoir écrit la lettre, je l'ai envoyée ;
- une fois la lettre écrite, je l'ai envoyée ;
- à peine avais-je (écrit / fini d'écrire) la lettre que je l'ai envoyée.

Toutefois, du fait de la désuétude progressive de temps comme le passé simple, les temps surcomposés peuvent combler une lacune dans les possibilités d'expression de la langue :
- Lorsqu'il a déjeuné, il sort (correct, mais exprime une action habituelle) ;
- Lorsqu'il eut déjeuné, il sortit (correct, mais vieillot ou littéraire) ;
- Lorsqu'il a déjeuné, il est sorti (incorrect) ;
- Après qu'il ait déjeuné, il est sorti (incorrect, « après que » régit l'indicatif) ;
- Après qu'il a déjeuné, il est sorti (correct, mais moins qu'avec un passé antérieur) ;
- Lorsqu'il (ou : après qu'il) a eu déjeuné, il est sorti (correct) ;
- Après avoir déjeuné, il est sorti (correct, et le plus souvent utilisé).

### Quelques exemples littéraires
- Dans Le Père Goriot (1842) de Balzac, chapitre 1 : « Comment monsieur Vautrin est-il donc rentré cette nuit après que Christophe a eu mis les verrous ? »
- Dans L'Étranger (1942) d'Albert Camus, 2e partie, chapitre 3 : « Le silence était complet dans la salle quand elle a eu fini. »
- Lettres de Madame de Sévigné (1626-1696) « Aussitôt que j’ai eu envoyé mon paquet, j’ai appris, ma bonne, une triste nouvelle. »
- Dans l'épisode Le Roi à la taverne II de la série télévisée de fantasy historique Kaamelott (2005) : « Sire, je ne vais pas vous raconter de connerie. Ça a eu arrivé qu'il y en ait un ou deux qui vomisse son vin par terre. »[3]
- Dans L'Odyssée d'Astérix, le commis du commerçant Samson Pludechorus se nomme Saül Péhié, déformation de « ça a eu payé », forme verbale tournée en ridicule dans le sketch Un pauvre paysan de l'humoriste Fernand Raynaud.

## Confusions possibles
À la voix passive, les temps composés utilisent de fait des formes surcomposées, mais il ne s'agit pas alors de temps surcomposés :
- Elle a été aimée (passé composé passif).

On trouve un cas d'utilisation mal comprise du passé surcomposé dans le sketch  Le paysan de Fernand Raynaud : la graphie erronée Ça eut payé doit être interprétée en réalité comme « Ç'a eu payé », c'est-à-dire « Cela a eu payé », qu'on peut gloser en : « L'époque où cela payait est bel et bien révolue. »